# Beleg van Dordrecht (1299)
Het Beleg van Dordrecht in 1299 vond plaats in van de laatste week van juli tot in de derde week van augustus. De belegering van de stad gebeurde in opdracht van de ruwaard van graaf Jan I van Holland, Wolfert I van Borselen, en werd uitgevoerd door de baljuw Aloud van Ierseke met een grotendeels Zeeuws leger. De beide Zeeuwen wilden de zelfstandigheid van Dordrecht inperken en meer macht verkrijgen. Wolfert was inmiddels op 1 augustus, na gevangen te zijn genomen toen hij met de graaf vluchtte, in Delft gelyncht.

## Achtergrond
In 1296 werd Floris V van Holland bij Muiderberg gedood. Zijn dood was het onbedoelde gevolg van een complot van de Engelse koning Edward I tegen de graaf. Het bestuur van het Graafschap Holland werd daarna waargenomen door de heren Wolfert I van Borselen, Jan III van Renesse en Jan II van Arkel, omdat Floris V's enige zoon Jan I van Holland nog aan het Engelse hof verbleef. Hij was technisch gezien volwassen (13), maar onervaren en kende zijn land niet. Na zijn huwelijk met de Engelse koningsdochter Elisabeth, keerde hij in 1297 terug. Direct daarna vond de Slag bij Vronen tegen West-Friezen plaats onder aanvoering van Jan van Renesse, waarbij Jan II van Arkel de dood vond. Wolfert van Borselen wist Van Renesse als voogd van de graaf te verwijderen en trok tussen 1297 en 1299 de volledige macht in Holland aan zich. Op den duur keerden veel edelen zich tegen hem vanwege zijn hebzucht en machtsmisbruik.
Wolfert van Borselen wilde meer invloed op de rechtspraak van de stad Dordrecht en probeerde er ook persoonlijke controle op uit te oefenen door zijn baljuw Aloud van Ierseke er toezicht te laten houden. Dat pikte de stadsregering niet en weigerde hem ter wille te zijn. Wolfert was woedend en eiste gijzelaars die naar Delft moesten komen. Daar onnspon zich een discussie over de rechten van Dordrecht die hen door eerdere graven waren gegeven en waarom Van Borselen zich daar niet mee had te bemoeien. De Delftse schepenen steunden hen hierin, maar nu liepen beide steden gevaar. De gijzelaars vluchtten terug naar huis en maakten de stad gereed om een aanval van Wolferts mensen te weerstaan. Tegelijk lieten ze de andere steden weten wat er aan de hand was en waarschuwden hen voor Wolferts wraak.

## Beleg
Aloud van Ierseke trok in de laatste week van juli met een leger naar Dordrecht en sloot de stad in. Op het eiland Putten, in Alblasserdam en in Sliedrecht (toen nog aan de zuidoever van de Merwede, tegenover het huidige dorp) kwamen hoofdkwartieren van de voornamelijk Zeeuwse troepen. De baljuw vestigde zich in het kasteel Craijestein in het gelijknamige westelijke ambacht van Sliedrecht. Op de dijken in de omgevng werden barricades gelegd en er werden palen voor de rivieroevers geslagen om landingen te voorkomen en uitvaren te beletten. Aloud concentreerde zich op belegeringsacties op de stad Dordrecht vanuit het zuidoosten. Over en weer vonden aan- en uitvallen plaats. 
Op 29 juli begon de baljuw een aanval op de stad vanuit Craijestein. De Dordtenaren sloegen hen terug en achtervolgden het uit elkaar geslagen legeronderdeel terug tot bij het kasteel. Daar ontstond nog verwarring in de menigte doordat een deel van het leger van Aloud zich in de mensenmassa verschuilde. Vlak voor het kasteel wisten Aloud en zijn mannen op tijd binnen de muren te komen. Er ontstonden nog schermutselingen op de ophaalbrug, waarbij aan beide zijden enkele slachtoffers vielen, onder wie de Dordtse schepen Heine, die in de gracht viel. De Zeeuwen konden toen nog net op tijd de brug ophalen.

## Wolferts dood
Wolfert van Borselen moet zijn geschrokken van de tegenstand van zowel edelen als steden. Ook het ongunstige verloop van het beleg van Dordrecht zal hem niet vrolijk hebben gestemd.  Hij besloot hulp te halen in Zeeland, want hij vertrouwde de Hollanders niet meer. Hij wilde de graaf meenemen, maar dat werd aanvankelijk verhinderd. Middenin de nacht ontvoerde hij de graaf met hulp van enkele getrouwen en reed naar Schiedam. Onderweg vernielden ze enkele bruggen om eventuele achtervolgers te hnderen. De ontvoering was intussen niet geruisloos verlopen en de jonge gravin sloeg alarm. De achtervolging kwam op gang en na wat vertraging door de kapotte bruggen vonden ze Wolfert en de graaf gevlogen; ze  hadden zich in Schiedm ingescheept. Doordat er bijna geen wind stond konden ze echter roeiend ingehaald worden. De graaf werd bevrijd en Van Borselen werd gevangen genomen en in Delft opgesloten in de stadhuistoren. Enkele edelen van de Henegouwse partij in Holland eisten de gevangene op of anders... De Delftenaren kozen eieren voor hun geld en wierpen Wolfert naar buiten. Daar werd hij door een menigte doodgeslagen. Het was 1 augustus 1299.

Enige dagen nadat in Dordrecht de dood van Wolfert van Borselen bekend werd, trok de Dordtse bevolking opnieuw op naar kasteel Crayestein  en sloegen het belag om het kasteel. Aloud van Ierseke gaf zich op den duur over op voorwaarde dat hij een vrijgeleide zou krijgen. Eenmaal in Dordrecht binnengebracht werd hij met vijf van zijn metgezellen op 22 augustus 1299 door een woedende menigte doodgeslagen.

## Stapelrecht
Als beloning voor de hulp die Dordrecht hem had geboden verleende de jonge graaf Jan I van Holland op 6 oktober 1299 het privilege van het stapelrecht voor vrachten die over de Lek en de Merwede werden vervoerd. Het werd door zijn inmiddels gearriveerde oom, graaf Jan II van Avesnes bevestigd. De stad Dordrecht floreerde er geweldig door en er brak voor de stad een gouden periode aan als belangrijkste handelscentrum in het graafschap Holland. In 1355 kreeg het stapelrecht een uitbreiding met de rivieren Maas, Rijn, Hollandse IJssel en Waal.

## Galerij

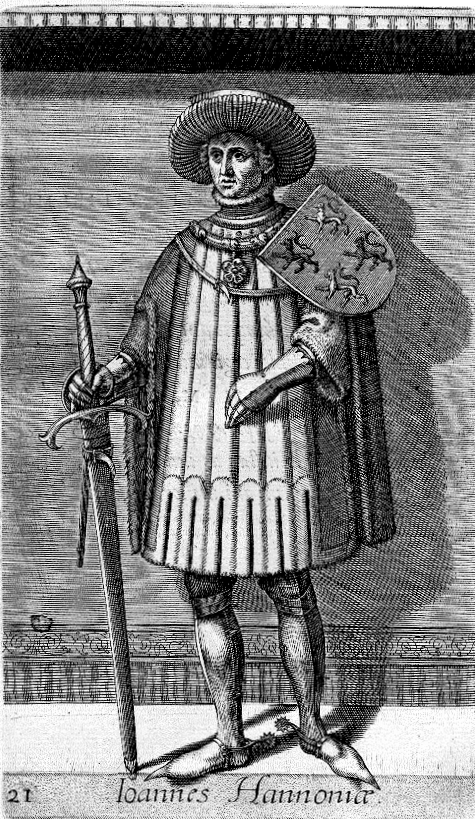
Jan II van Avesnes werd door Melis Stoke gezien als vredesstichter van dit beleg
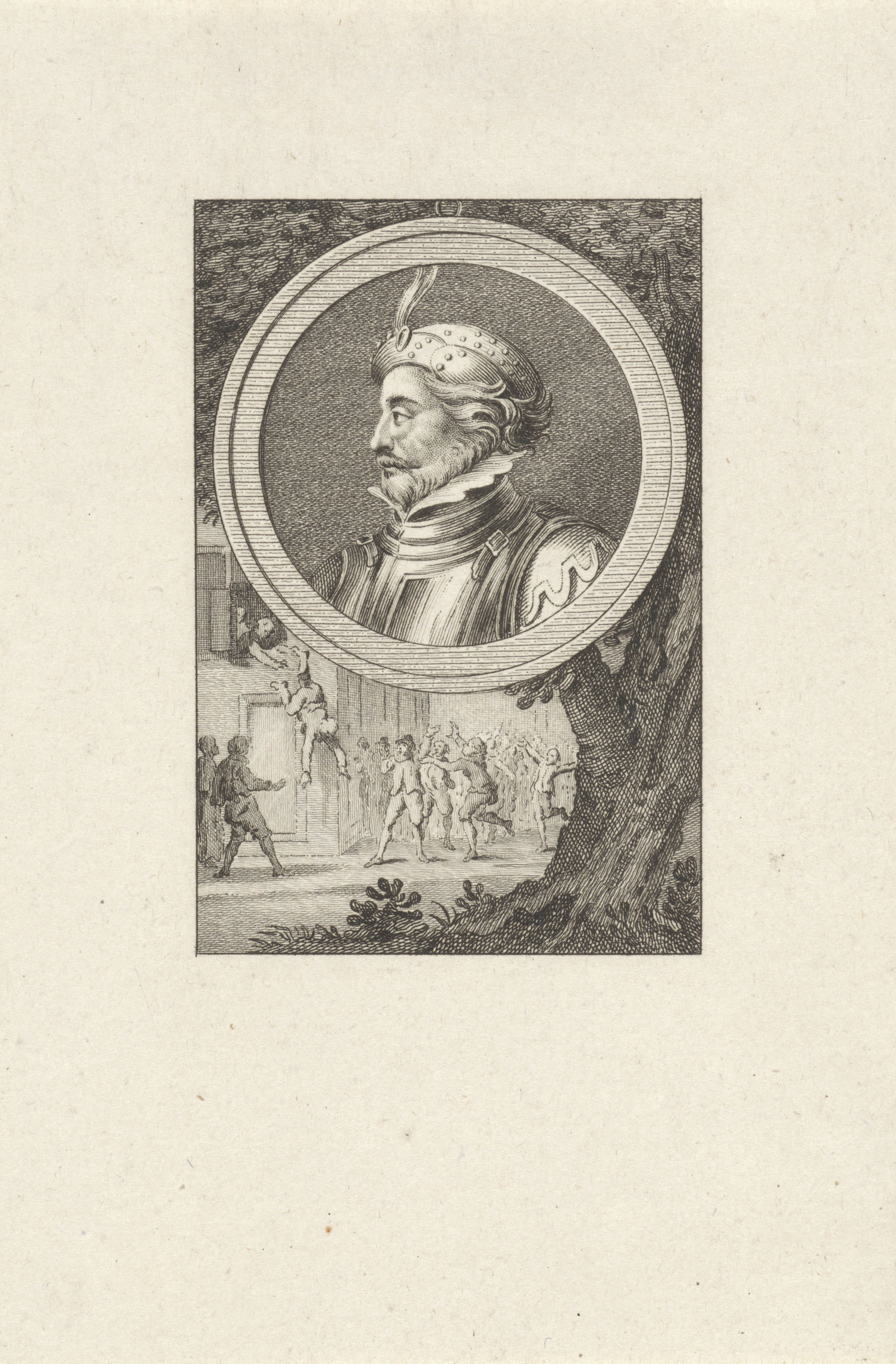
Wolfert van Borselen

## Nasleep
Vóór het einde van het beleg was Jan II van Avesnes, graaf van Henegouwen al verzocht naar Dordrecht te komen om te bemiddelen in het geschil. Er werd besloten dat hij in naam van Jan I van Holland de volgende vier jaar het graafschap Holland zou regeren. Uiteindelijk kreeg Jan II het graafschap helemaal toegewezen toen Jan I 10 november 1299 overleed. De doodslag op Aloud en zijn metgezellen vergaf Jan II de Dordtenaren op 12 september 1300.
1049: Slag bij Thuredrith ·
1204: Plundering van Dordrecht ·
1299: Beleg door Wolfert I van Borselen ·
1304: Beleg door Jan II van Brabant ·
1407-1411: Oproer van Dordrecht ·
1418: Beleg door Jan IV van Brabant ·
1481: Inname door Jan III van Egmont ·
1572: Inname door Bartholt Entens van Mentheda ·
1672: Oproer van Oranjisten ·
1787: Inname door Pruisische troepen ·
1813: Bombardement door de Fransen ·
1940: Bezetting (WO2) ·
1945: Bevrijding (WO2)